# Медаль «За оборону Севастополя»
Медаль «За оборону Севастополя» учреждена Указом Президиума Верховного Совета СССР от 22 декабря 1942 года. Автор утверждённого рисунка медали — художник Н. И. Москалёв.

## Положение о медали
Медалью «За оборону Севастополя» награждались участники обороны Севастополя — военнослужащие Красной Армии, Военно-Морского Флота и войск НКВД, а также лица из гражданского населения, принимавшие непосредственное участие в обороне. Оборона Севастополя длилась 250 дней, с 30 октября 1941 года по 4 июля 1942 года. Медалью не награждались попавшие в плен во время и после падения Севастополя, включая тех, кто не смог эвакуироваться (преимущественно рядовой состав, включая раненых в госпиталях). 
Медали «За оборону Ленинграда», «За оборону Одессы», «За оборону Севастополя» и «За оборону Сталинграда» стали первыми советскими наградами, учреждёнными для ношения на пятиугольной колодке. Изначально их полагалось носить на правой стороне груди. Указом Президиума Верховного Совета СССР «Об утверждении образцов и описание лент к орденам и медалям СССР и Правил ношения орденов, медалей, орденских лент и знаков отличия» от 19 июня 1943 года была введена пятиугольная колодка и для других наград, носившихся до этого на колодках других форм, медали за оборону городов постановлено носить на левой стороне груди, в одном ряду с другими наградами. Медаль «За оборону Севастополя» носится на левой стороне груди и при наличии других медалей СССР располагается после медали «За оборону Одессы».
По состоянию на 1 января 1995 года медалью «За оборону Севастополя» награждено около 52 540 человек.
Известно о награждении медалью организаций. Так 17 ноября 1960 года решением Севастопольского Горисполкома от имени Президиума ВС СССР Медалью «За оборону Севастополя» была награждена газета "Крымская правда".

## Описание медали

1-й вариант ленты

Медаль «За оборону Севастополя» при учреждении предполагалось изготавливать из нержавеющей стали, но уже постановлением от 27 марта 1943 года материал был изменён на латунь. Медаль имеет форму правильного круга диаметром 32 мм.
На лицевой стороне медали в выпуклом круге диаметром 22 мм помещены обращённые влево погрудные изображения красноармейца и краснофлотца. Из-под выпуклого круга выступают концы двух орудийных стволов и якоря. В верхней части пояска, образованного краем медали и центральным выпуклым кругом, на щитке — пятиконечная звезда. По окружности на пояске надпись «ЗА ОБОРОНУ СЕВАСТОПОЛЯ». На оборотной стороне медали надпись «ЗА НАШУ СОВЕТСКУЮ РОДИНУ», над ней изображены серп и молот.
Все надписи и изображения на медали выпуклые.
Медаль при помощи ушка и кольца соединяется с пятиугольной колодкой, обтянутой шёлковой муаровой лентой шириной 24 мм. Изначально лента была установлена синего цвета с  продольной серебристой полосой посередине шириной 6 мм, и двумя красными полосками шириной по 2 мм по краям. Указом от 19 июня 1943 года была установлена новая лента — оливкового цвета с продольной синей полоской посередине шириной 2 мм.

## Иллюстрации

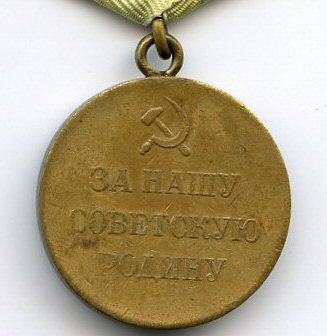
Реверс медали
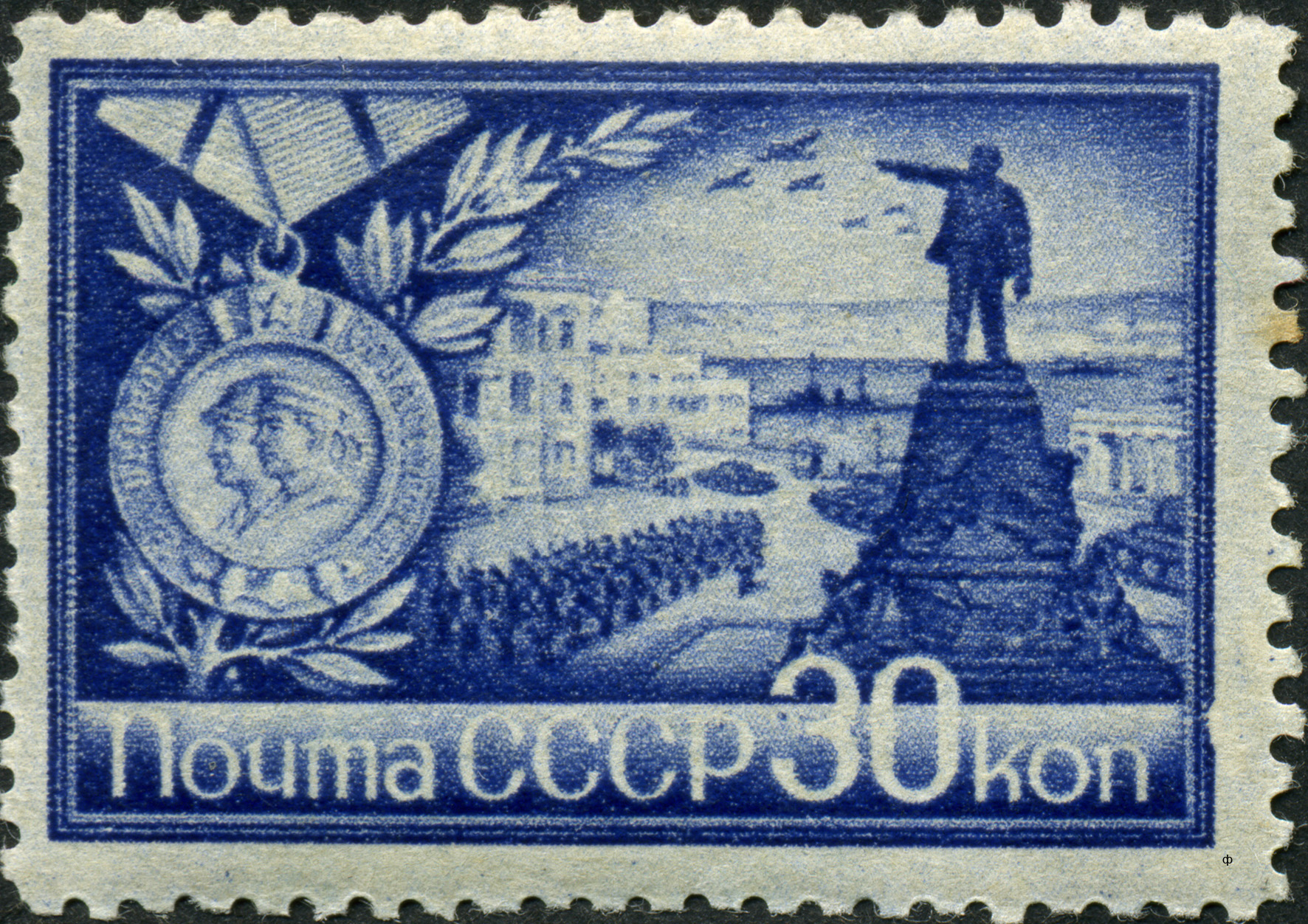
Почтовая марка СССР, 1944 год